# Das dunkle Gen
Das dunkle Gen ist ein Dokumentarfilm von Miriam Jakobs und Gerhard Schick. Der Film startete am 28. Mai 2015 in der Schweiz und am 11. Juni 2015 in Deutschland in den Kinos.

## Inhalt
Der Neurologe Frank S. leidet seit Jahren unter Depressionen. Er sieht sich jedoch nicht nur als Patient, sondern will sein ärztliches Wissen nutzen, um dem Ursprung des Leidens nachzuspüren. Gibt es möglicherweise ein Gen, das Menschen depressiv macht? Frank S. stellt zur Beantwortung der Frage sein Genmaterial der Forschung zur Verfügung. Gleichzeitig spricht er auf seinen Reisen mit Wissenschaftlern und mit Künstlern, die sich von der Genetik inspirieren lassen. Dabei setzt er sich mit grundlegenden ethischen und gesellschaftlichen Fragen auseinander.

## Kritik
Zeit Online schreibt: „Wie sieht so eine Depression eigentlich aus? Wie kann man sie filmisch einfangen? Diesen Fragen wollten Miriam Jakobs und Gerhard Schick auf den Grund gehen und dafür haben sie Dr. Frank S. begleitet. S. ist Arzt. Und Patient. Wie vier Millionen andere Deutsche leidet er an einer Depression. Wenn er sich schon nicht heilen kann, will er sie wenigstens verstehen. Seine Suche nach einer Erklärung haben die Filmemacher mit der Kamera festgehalten, um eine mögliche Ursache visuell erfahrbar zu machen: Das dunkle Gen heißt nun der daraus entstandene Film und was zunächst dröge und theoretisch klingt, wurde am Ende ein Bildwelt voller Ästhetik und Spannung.“
Die Frankfurter Rundschau fasst zusammen: „‚Lebe ich mein Leben, oder lebt es mich?‘, fragt Frank Schauder in ‚Das dunkle Gen‘: Eine ästhetisch überwältigend gelungene, sehr berührende filmische Suche nach dem Ursprung der Depression.“
Der Filmdienst meinte, der Dokumentarfilm mische „Momente großer Intimität mit medizinischen Informationen und philosophischen Gedanken über die Willensfreiheit, ohne das Thema neu zu betrachten“. Zudem gehe das „Konzept der Doppelrolle des Protagonisten als Betroffener und Reporter […] nicht recht auf“.